# Tecia Torres
Tecia Lyn Torres Moncaio (Fall River, 16 de agosto de 1989) é uma lutadora de artes marciais mistas que atualmente compete na categoria peso-palha do Ultimate Fighting Championship.

## Vida pessoal
Tecia Torres é de ascendência porto-riquenha e portuguesa
Em maio de 2017 ela aceitou noivar com a peso-galo do UFC Raquel Pennington.

## Início nas artes marciais
Torres foi envolvida nas artes marciais aos cinco anos de idade. Ela começou no karatê e depois de doze anos ela recebeu sua faixa preta em taekwondo. Ela também tem um cartel amador no muay thai de dezesseis vitórias e quatro derrotas.

## Carreira no MMA

### Início no MMA
Tecia iniciou no MMA amador em 2011. Ela venceu todas as suas sete lutas obtendo vários títulos na categoria até 115 lbs em várias organizações.
Em 2012, Torres iniciou no MMA profissional e assinou com o Invicta Fighting Championships.

### Invicta Fighting Championships
Torres fez sua estreia contra Kaiyana Rain em 6 de outubro de 2012 no Invicta FC 3. Ela venceu por decisão unânime.
Sua segunda luta na organização foi contra Paige VanZant em janeiro de 2013 no Invicta FC 4, vencendo por decisão.
Tecia compilou mais duas vitórias em seu cartel contra Rose Namajunas no Invicta FC 6 e Felice Herrig no Invicta FC 7, ambas vencidas por decisão.

### The Ultimate Fighter
Em dezembro de 2013, Torres foi anunciada como uma das 11 mulheres que haviam assinado com o UFC para a nova divisão peso palha da promoção. Ela foi anunciada como uma das participantes do The Ultimate Fighter: A Champion Will Be Crowned que disputariam o título da nova categoria.
Após a realização de um ranking entre as participantes do reality show, Tecia ficou com a terceira posição e foi selecionada para a Equipe Melendez, o que fez que ela enfrentasse a 14ª do programa, Randa Markos, conforme as novas regras dessa edição. Tecia perdeu por decisão unânime dos juízes e foi eliminada do programa.
Com a lesão da lutadora Justine Kish, Tecia recebeu a proposta para voltar para a competição, no entanto ela deveria trocar de time e ir para a Equipe Pettis para substituir Kish. Tecia então aceitou a proposta e foi selecionada para enfrentar Bec Rawlings. A decisão de Torres incomodou as outras lutadoras de ambas as equipes pois disseram que ela não merecia essa segunda chance. Tecia enfrentou Rawlings e venceu por decisão unânime dos jurados. Tecia enfrentou Carla Esparza nas quartas de final do programa e foi derrotada por decisão majoritária.

### Ultimate Fighting Championship
Tecia enfrentou Angela Magana em 12 de Dezembro de 2014 no The Ultimate Fighter: A Champion Will Be Crowned Finale e venceu por decisão unânime. Ela então enfrentou Angela Hill em 13 de Junho de 2015 no UFC 188 e a venceu também por decisão unânime.
Tecia enfrentaria a ex-campeã do Invicta Michelle Waterson em 12 de Dezembro de 2015 no UFC 194, mas Waterson sofreu uma lesão e acabou sendo substituída  por Jocelyn Jones-lybarger, onde Tecia  acabou vencendo por decisão unanime.
Tecia foi escalada para um duelo contra Rose Namajunas no UFC on Fox: Teixeira vs. Evans no dia 16 de abril de 2016 em uma revanche de luta realizada três anos antes, com vitória de Torres. No entanto a luta não saiu como esperado para Tecia que acabou perdendo a luta e invencibilidade de 7 lutas.
Em seguida, Tecia  enfrentou Bec Rawlings no UFC Fight Night: Bermudez vs. Korean Zombie, evento ocorrido no dia 4 de fevereiro de 2017, no Texas. Neste combate, Tecia venceu por decisão unânime.
Tecia enfrentou Marina Rodriguez em 10 de agosto de 2019 no UFC Fight Night: Shevchenko vs. Carmouche 2. Ela perdeu por decisão unânime.

## Títulos e realizações

### MMA
- MMA Solutions Global
  - Campeã Amadora Peso Palha do MMA Solutions (Uma vez)
- US Freedom Fighter Championship
  - Campeã Amadora Peso Palha do USFFC (Uma vez)
- American Battle Championships
  - Campeã Amadora Peso Palha do ABC (Uma vez)
- Women's MMA Awards
  - Peso Palha do Ano (2013)
- AwakeningFighters.com WMMA Awards
  - Peso Palha do Ano (2013)[17]
  - Estreante do Ano (2013)
- Bleacher Report
- Luta do Ano (2013) vs. Rose Namajunas

## Cartel no MMA
| Cartel no MMA   |             |            |
| 18 lutas        | 13 vitórias | 5 derrotas |
| Por nocaute     | 1           | 0          |
| Por finalização | 1           | 0          |
| Por decisão     | 11          | 5          |

| Res.    | Cartel | Oponente               | Método                               | Evento                                      | Data       | Round | Tempo | Local                 | Notas                 |
| ------- | ------ | ---------------------- | ------------------------------------ | ------------------------------------------- | ---------- | ----- | ----- | --------------------- | --------------------- |
| Derrota | 13-6   | Mackenzie Dern         | Decisão (dividida)                   | UFC 273: Volkanovski vs. Korean Zombie      | 09/04/2022 | 3     | 5:00  | Jacksonville, Florida |                       |
| Vitória | 13-5   | Angela Hill            | Decisão (unânime)                    | UFC 265: Lewis vs. Gane                     | 07/08/2021 | 3     | 5:00  | Houston, Texas        |                       |
| Vitória | 12-5   | Sam Hughes             | Nocaute Técnico (interrupção médica) | UFC 256: Figueiredo vs. Moreno              | 12/12/2020 | 1     | 5:00  | Las Vegas, Nevada     |                       |
| Vitória | 11-5   | Brianna Van Buren      | Decisão (unânime)                    | UFC on ESPN: Blaydes vs. Volkov             | 20/06/2020 | 3     | 5:00  | Las Vegas, Nevada     |                       |
| Derrota | 10-5   | Marina Rodriguez       | Decisão (unânime)                    | UFC Fight Night: Shevchenko vs. Carmouche 2 | 10/08/2019 | 3     | 5:00  | Montevidéu            |                       |
| Derrota | 10-4   | Zhang Weili            | Decisão (unânime)                    | UFC 235: Jones vs. Smith                    | 02/03/2019 | 3     | 5:00  | Las Vegas, Nevada     |                       |
| Derrota | 10-3   | Joanna Jędrzejczyk     | Decisão (unânime)                    | UFC on Fox: Alvarez vs. Poirier II          | 28/07/2018 | 3     | 5:00  | Calgary, Alberta      |                       |
| Derrota | 10-2   | Jéssica Andrade        | Decisão (unânime)                    | UFC on Fox: Emmett vs. Stephens             | 24/02/2018 | 3     | 5:00  | Orlando, Flórida      |                       |
| Vitória | 10-1   | Michelle Waterson      | Decisão (unânime)                    | UFC 218: Holloway vs. Aldo II               | 02/12/2017 | 3     | 5:00  | Detroit, Michigan     |                       |
| Vitória | 9-1    | Juliana Lima           | Finalização (mata leão)              | The Ultimate Fighter: Redemption Finale     | 07/07/2017 | 2     | 0:53  | Las Vegas, Nevada     | Performance da Noite. |
| Vitória | 8-1    | Bec Rawlings           | Decisão (unânime)                    | UFC Fight Night: Bermudez vs. Korean Zombie | 04/02/2017 | 3     | 5:00  | Houston, Texas        |                       |
| Derrota | 7-1    | Rose Namajunas         | Decisão (unânime)                    | UFC on Fox: Teixeira vs. Evans              | 16/04/2016 | 3     | 5:00  | Tampa, Florida        |                       |
| Vitória | 7-0    | Jocelyn Jones-Lybarger | Decisão (unânime)                    | UFC 194: Aldo vs. McGregor                  | 12/12/2015 | 3     | 5:00  | Las Vegas, Nevada     |                       |
| Vitória | 6-0    | Angela Hill            | Decisão (unânime)                    | UFC 188: Velasquez vs. Werdum               | 13/06/2015 | 3     | 5:00  | Cidade do México      |                       |
| Vitória | 5-0    | Angela Magana          | Decisão (unânime)                    | TUF 20 Finale                               | 12/12/2014 | 3     | 5:00  | Las Vegas, Nevada     | Estreia no UFC.       |
| Vitória | 4-0    | Felice Herrig          | Decisão (unânime)                    | Invicta FC 7: Honchak vs. Smith             | 07/12/2013 | 3     | 5:00  | Kansas City, Missouri |                       |
| Vitória | 3-0    | Rose Namajunas         | Decisão (unânime)                    | Invicta FC 6: Coenen vs. Cyborg             | 13/07/2013 | 3     | 5:00  | Kansas City, Missouri |                       |
| Vitória | 2-0    | Paige VanZant          | Decisão (unânime)                    | Invicta FC 4: Esparza vs. Hyatt             | 05/01/2013 | 3     | 5:00  | Kansas City, Kansas   |                       |
| Vitória | 1-0    | Kaiyana Rain           | Decisão (unânime)                    | Invicta FC 3: Penne vs. Sugiyama            | 06/10/2012 | 3     | 5:00  | Kansas City, Kansas   |                       |